# Martín Seri
Martín Seri (Chabás, 9 de diciembre de 1983, Santa Fe) es un exfutbolista argentino, que se desempeñaba como centrocampista. Realizó toda su carrera en Argentina. Se caracterizó por su capacidad para desempeñar diferentes posiciones dentro del mediocampo.
Formado en las divisiones menores de Newell's Old Boys, fue cedido al Club Atlético Tucumán, donde disputó el Torneo Argentino A en la temporada 2004-2005. Finalizado el préstamo regresó a Newell's, donde debutó en Primera División en noviembre de 2005.
Disputa la temporada 2008-09 de la Primera B Nacional con San Martín de San Juan y la 2009-10 con Quilmes Atlético Club.
La temporada 2010-11 lo encuentra disputando el Torneo Argentino A en Talleres de Córdoba, un año después recala en Unión de Mar del Plata, donde jugó hasta junio de 2012. Continúa su derrotero por la categoría en Tiro Federal de Rosario y San Martín de Tucumán, en donde disputa las temporadas 2012-13 y 2013-14, respectivamente. 
Se colocó la camiseta de Estudiantes de Caseros para disputar la Primera B Metropolitana por dos temporadas, para finalizar su carrera en la Primera B Nacional, campeonato 2016-17 con Flandria.
Una vez retirado, acepta la propuesta de su ex club San Martín, y asume en el cargo de Mánager.